# Třída KCR-70M
Třída KCR-70M je třída raketových člunů indonéského námořnictva. Objednány byly dvě jednotky této třídy. Jejich stavba byla zahájena roku 2024.

## Stavba
Stavba dvou člunů této třídy byla objednána u turecké loděnice Sefine (součást konsorcia TAIS Shipyards) ve městě Altınova v provincii Yalova. Konstrukčně vycházejí z typu FACM-70 této loděnice. Oproti raketovým člunům staveným přímo v Indonésii dosahují výrazně vyšší rychlosti. Slavnostní první řezání oceli na prototypové plavidlo NB74 proběhlo 30. října 2024.
Jednotky třídy KCR-70M:
| Jméno | Založení kýlu     | Spuštěna | Vstup do služby | Status    |
| ----- | ----------------- | -------- | --------------- | --------- |
| NB74  | 17. července 2025 |          |                 | ve stavbě |
| NB75  | 17. července 2025 |          |                 | ve stavbě |

## Konstrukce
Výzbroj tvoří jeden 76mm kanón OTO Melara Super Rapid, dva 12,7mm kulomety ve zbraňových stanicích a osmi protilodních střel. Obranu posilují vrhače klamných cílů. Pohonný systém je koncepce CODAG. Novinkou je použití pohonného systému od psolečnosti Kongsberg Maritime, kombinujícího lodní šrouby Promas s vodními tryskami KaMeWa. Tvoří jej dva diesely roztáčející dva lodní šrouby se stavitelnými lopatkami pro plavbu ekonomickou rychlostí. Uprostřed je uložena plynová turbína pohánějící vodní trysku, využívaná při plavbě vysokými rychlostmi. Nejvyšší rychlost přesahuje čtyřicet uzlů a cestovní rychlost dvacet uzlů. Dosah je 1600 námořních mil. Autonomie je sedm dní.